# M25-ös autóút (Magyarország)

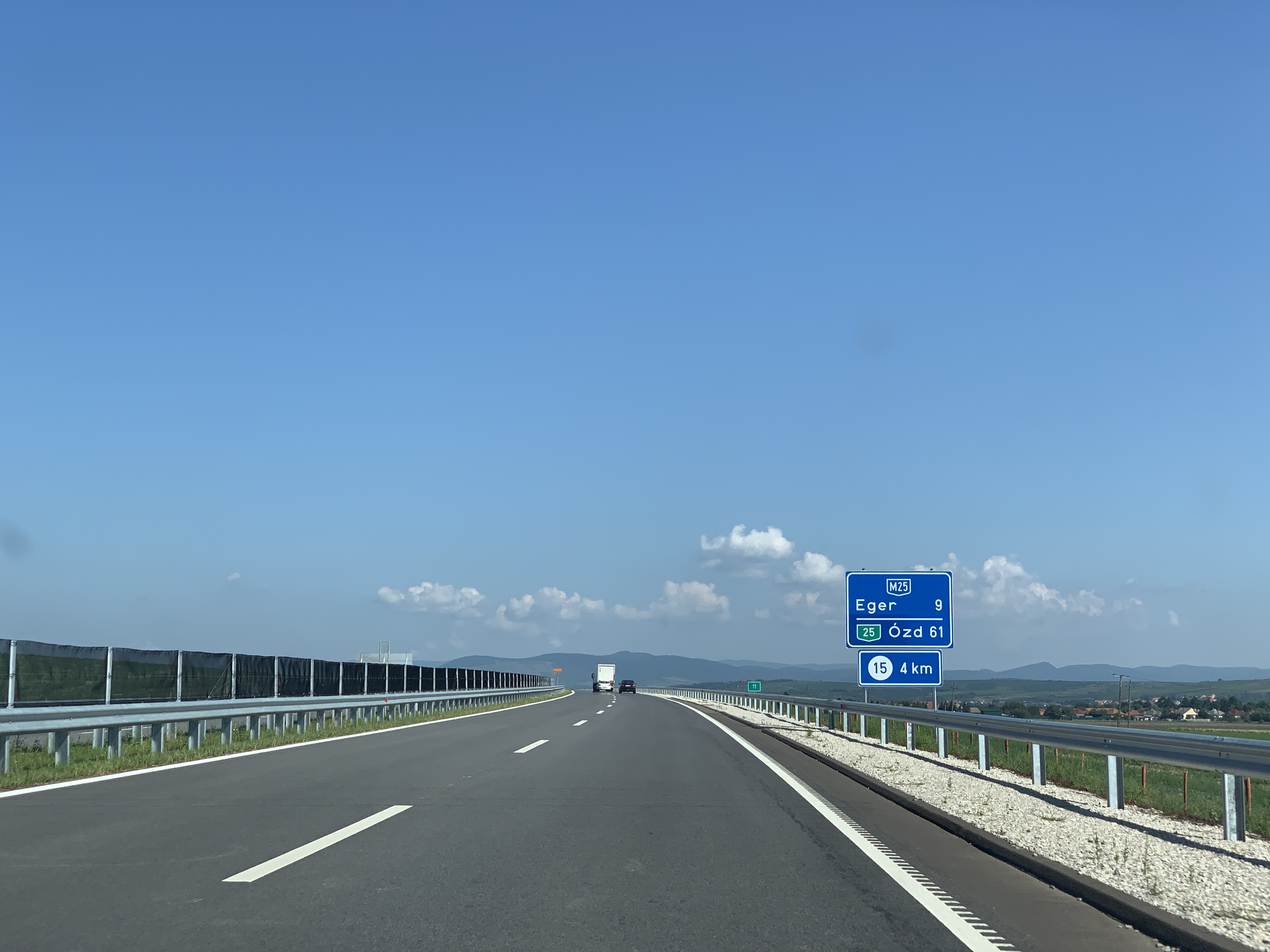
Az M25-ös autóút Maklár térségében, Eger irányába

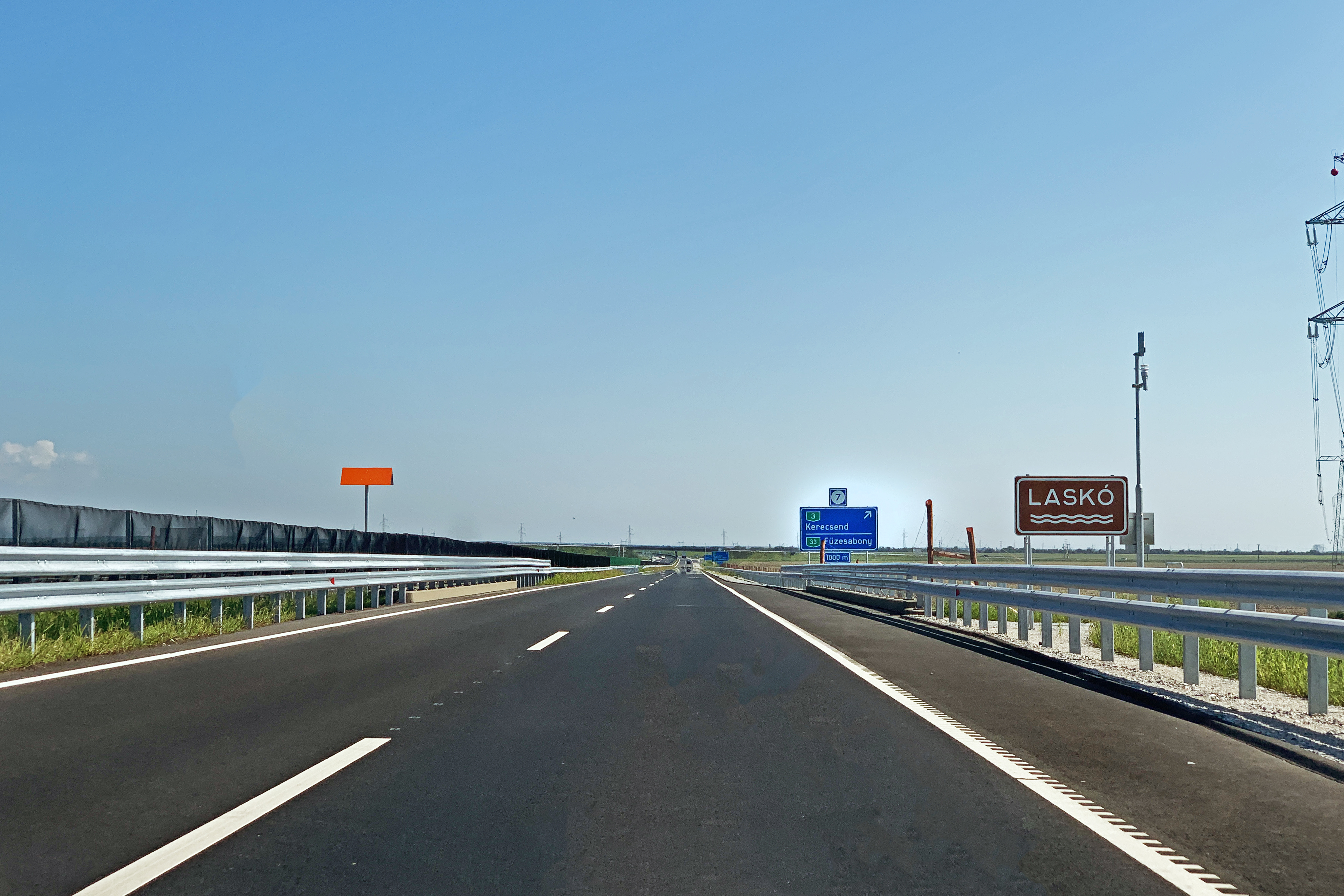
Az M25-ös autóút a Füzesabony és Kerecsend közötti csomópont előtt, Eger irányába

Az M25-ös autóút első, négy kilométeres szakasza 2018. november 7-től áll a forgalom rendelkezésére Eger és Andornaktálya déli része között. A fennmaradó 15 kilométeres szakaszt (Andornaktálya déli része és az M3-as autópálya között) 2020. július 20-án adták át a forgalomnak. A 19 kilométeres, irányonként két forgalmi sávos gyorsforgalmi autóút együttesen biztosítja Eger megyei jogú város és az M3-as autópálya közötti gyorsforgalmi úthálózati kapcsolatot.
Korábban a K2-es út és az Andornaktálya, Nagytálya, Maklár településeket elkerülő irányonként egy sávos kiépítettséggel tervezett szakaszát, 251-es főútként említették.

## Útvonala
Füzesabony – Maklár – Nagytálya – Andornaktálya – Eger útvonalon haladva köti össze a hevesi vármegyeszékhelyet az M3-as autópályával és a fővárossal.

## Története
Az első autóúti kapcsolat szükségességét és a lehetséges nyomvonalat az M3 autópálya és Eger között az UVATERV által 1995-ben készített "A magyar gyorsforgalmi úthálózat fejlesztés terve" tartalmazta. Ezt a 2003-ban elfogadott Országos Területrendezési Terv törvényben is rögzítette.
Eger és M3-as autópálya összekötésének mielőbbi megvalósítására már 2003-ban voltak ígéretek, de az előkészítésre és tervezésre a szükséges forrás nem állt rendelkezésre.
2011-ben az UVATERV Zrt. elkészítette a Maklárt és Andornaktályát elkerülő 10 kilométer hosszú, 110 km/h sebességre tervezett irányonként egy sávos főút településeket elkerülő szakaszának a terveit.
A 251. sz. főút nyomvonala úgy készült, hogy távlatban része lehessen az M25-ös autóútnak, így az elkerülő út bizonyos részeit annak fél pályájaként tervezték meg. A beruházások előkészítése az akkori tervek szerint 2012-ben fejeződött volna be.
2012-ben elvégezték a Füzesabony-Maklár közötti 251-es számú főút 2,6 kilométer hosszúságú útszakasz burkolatának megerősítését és kiszélesítését hivatkozva arra, hogy az az M25 autóút része lesz, de a ma ismert nyomvonalnak ezen szakasz nem része.
2015 novemberében úttervezőként a zalaegerszegi Pannonway Építő Kft. került megnevezésre az irányként két sávos autóút építőjeként, legfeljebb 34,47 milliárd forintnyi állami projekttámogatással. 2016. decemberében 6,5 milliárd forintra emelték a projekt keretet. Az összköltségből több mint 4,6 milliárd forint az Európai Uniós Integrált Közlekedésfejlesztési Operatív Program (IKOP) támogatása és 515 millió a hazai költségvetési hozzájárulás, valamint ehhez jön az Európai Unió felé el nem számolható több mint 1,3 milliárd forint.
Az M25-ös autóút tervei eredetileg költséghatékonyság okán nem tartalmazták a maklári forgalmi csomópont kialakítását. 2017. augusztus 29-én született kormánydöntés a csomópont megvalósításáról. 2019. márciusában közzé tették, hogy Maklár megközelítését szolgáló csomópontot He-Do és a Colas építi meg 1,13 milliárd forintból. A projekt az uniós Integrált Közlekedésfejlesztési Operatív Program (IKOP) támogatásával valósul meg.

### 252-esés253-as főutak
2017. május 15-én megkezdődött a majdani 252-es főút kialakítása. Az út Eger déli részén a K2 út mentén épült irányonként egy sávos szakasszal, valamint része lett az M25 autóút beérkezésénél lévő körforgalmi csomópont, és az attól a 25-ös főútig, valamint a K2 vasúti hídig vezető útpálya. Itt az út déli oldalán a 25-ös főúttól a Faiskola útig kerékpárút is épült.
Egy másik tehermentesítő közútrendszer létesült Andornaktálya déli részén, Mezőkövesd felől érkező 253-as főút (2020 előtti útszámozás szerint 2502-es út) elkerülő része révén csomópontokkal (körforgalmú a 2501-es úton és egy különszintű csomópont az M25-ön). Ezek átadására 2018. augusztus 24-én került sor.

### M25 északi szakasz
2017. május 22-én bejelentették, hogy a Colas Út Zrt., a He-do Kft. és a KM Építő Kft. konzorciuma 7,989 milliárd forintért építheti meg az északi ütem 4 km-es szakaszát. Az ünnepélyes alapkőletételre 2017. június 28-án került sor. Az engedélyezési és területszerzési tervek még 2016-ban készültek el. 
2018. november 7-én átadták az Eger déli részén található M25 autóút és 252. sz. főút csomópontjától az M25 és a Mezőkövesd felől érkező 2502-es út különszintű csomópontjáig tartó északi ütemet. A 2502-es csomóponttól a K2-ig tartó szakasz közel 4 kilométer hosszú, tartalmaz egy különszintű csomópontot (2502-es út), illetve egy 12 méteres acélhidat az Olajosok útjánál, szervizutakat, leállóöblöket. A forgalomba helyezést követően Andornaktálya mentesülhet az átmenő forgalom alól, illetve csökkenhet a menetidő Eger és az M3-as autópálya között.

### M25 déli szakasz
2020. IV. negyedévében átadták a gyorsforgalmi út déli ütemét – az M25 és 2502-es út csomópontjától az M25-ös és M3-as autópálya csomópontjáig –, ezen a szakaszon három különszintű csomópontot (Maklár térségében a Boschnál, a 3. sz. főútnál és az M3 autópálya új le-és felhajtójánál, a 108. km-nél) építettek, valamint több műtárgy is létesült (vasúti híd, Laskó-patak feletti híd).
2018. január 19-én adott közlemény szerint a közbeszerzési eljárás eredményeként a 14,5 km-es szakaszt két ütemre bontva építik. Az M3-as autópálya és a 3. számú főút közötti 7 kilométeres szakasz kivitelezését a Colas Hungária Zrt. nyerte el, nettó 19,059 milliárd forintért. A déli ütem első szakasza tartalmazza a különszintű autópálya csomópont és a hozzá kapcsolódó műtárgyak kiépítését is. Az út keresztezi a Budapest–Sátoraljaújhely-vasútvonalat, illetve a Laskó-patakot, ezek keresztezésénél műtárgyak épülnek. A szakaszon létesül továbbá egy vadátjáró is.
A 3. számú főút és a 2502 jelű út átkötése közötti 7,5 kilométeres szakaszt a HE-DO Kft. és a Colas Út Zrt. közösen építi meg, nettó 16,734 milliárd forintból. Ezen a szakaszon két különszintű csomópont létesül: a 3. számú főútnál, illetve Maklártól délre, a Bosch-hoz közel. Épül továbbá egy aluljáró Maklár-Nagytálya közigazgatási határán, valamint vadátjáró is .
A két déli ütem átadása 2020. július 20-án volt.

## Díjfizetés
2021. január 1-jétől az M25-ös autóút használata az M3–Eger szakaszon díjköteles.

## További információ
- Nemzeti Infrastruktúra Fejlesztő Zrt.
- iho.hu